# Francesco Spinaccino

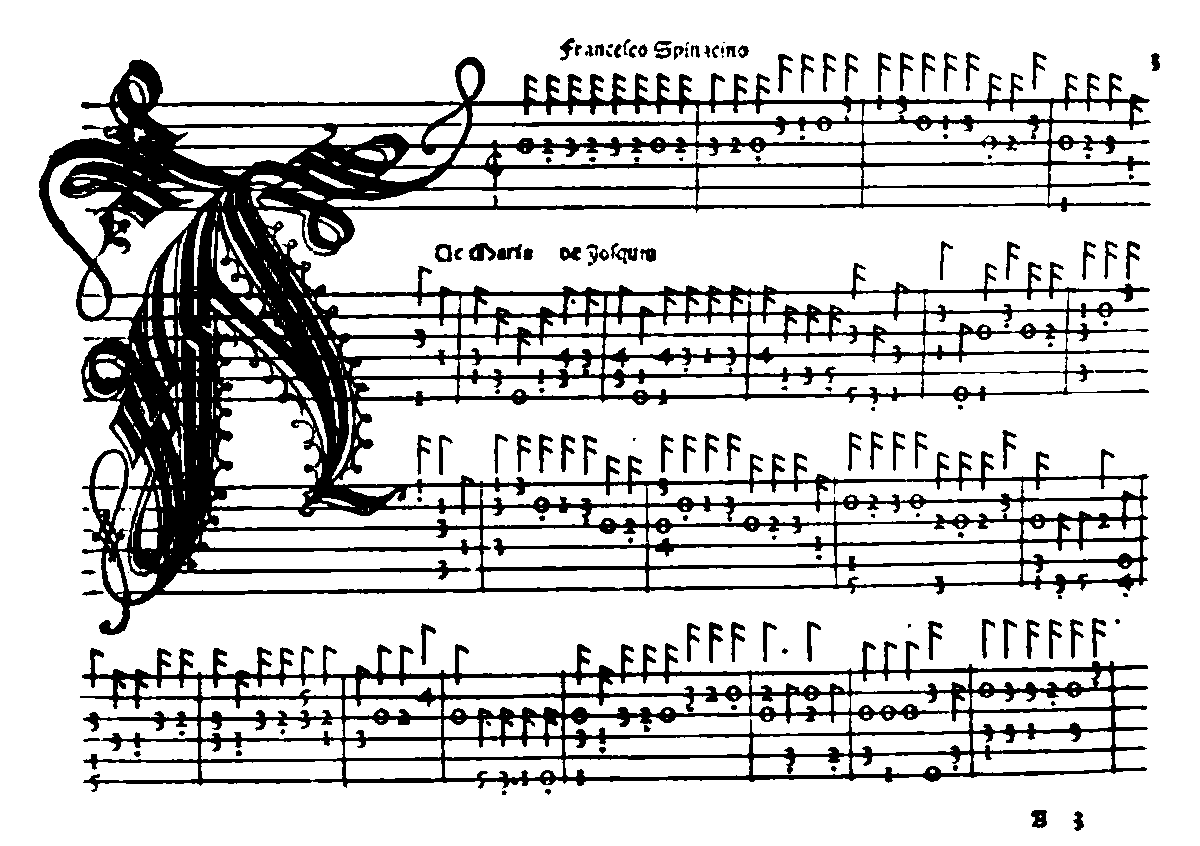
Primera pàgina dIntabolatura de lauto libro primo (1507) de Francesco Spinaccino

Francesco Spinaccino (Fossombrone principis del segle XVI) fou un concertista de llaüt i compositor italià.
Deixà dos llibres per a llaüt, que publicà Ottaviano Petrucci que era conciutadà seu amb el títol d'Intabolatura de lauto (Venècia, 1507).